# きんちゃんぎんちゃん
きんちゃんぎんちゃんは、2008年11月5日から2011年7月6日の2年8カ月の間、インターネット放送局『BBstation』で毎週水曜日 23:00 - 23:50 まで放送していたインターネットラジオ番組である。
パーソナリティはお笑いタレントの猫ひろしとミュージシャンのジョニー大蔵大臣。

## 概要
2006年8月から2008年10月の月曜から金曜まで、「高円寺円盤」からインターネットテレビにて放送していた。不定期で公開収録を実施、2006年12月に「高円寺円盤」、2007年3月に「中野ハルコロホール」、2007年5月、2008年6月には「ネイキッドロフト」にて行われた。
2007年5月にGyaOにて「きんちゃんぎんちゃんin六本木」を放送した。
2011年7月6日、2008年11月から2年8カ月放送していた番組を終了することを宣言。最終回では「水中、それは苦しい」のライブと「さよならきんぎん大反省会スペシャル」として番組の反省会を行った。

## 出演者・スタッフ
パーソナリティ
- 猫ひろし
- ジョニー大蔵大臣

過去のレギュラー
- よしえつねお（お笑いタレント）
2011年7月6日の最終回で番組に品の無いメールを送っていた。

ゲスト
スタッフ
※ パーソナリティでは無いが、普通にブース内の席に座ってパーソナリティと会話している。
- 構成作家：木村寿春

## 特徴
- 毎回、番組の冒頭で猫が身体を使ってネタを披露する。
- 毎回メールテーマが紹介され視聴者がそのテーマに関するメールを投稿してくる。送られてくるメールはほとんど下ネタで地上波では絶対に放送できないハードな内容ばかりである。
- ジョニーはすぐ話を脱線してしまい、オチがあるようなしゃべりをするが結局オチがない話になってしまい微妙な雰囲気になる。
- ジョニーは「打ち上げ評論家」と言われているらしい。
- ジョニーは円盤のバイトがあると放送を休むが、電話で出演する。しかし必ず酔っぱらっている。

## 番組コーナー
ecoひろし
「猫踏んじゃった」の曲に合わせてecoな事を歌うコーナーだったが、やはり排泄物の下ネタがひどく終了した。
アドリブタイムショック
簡単な答えをどれだけぼけられるかというコーナー。でもシュールなのに加えなんかフワフワした雰囲気になり終了。

## エピソード
- 2011年4月20日の放送でジョニーがアルバイトを理由に番組を欠席した。代わりに『俺たちのまんが道』のジャイアント小馬場（スギタヒロシ）が出演した。
- 2010年1月20日の放送で、開始時刻になっても始まらないまま番組を進行、23時03分に映像が映るが音声が無音のままで流れて23時05分で完全復旧した。

## 放送休止
- 2009年2月11日 - BBstationの諸事情により。
- 2009年3月25日 - BBstationのサーバーメンテナンスの為。
- 2009年4月29日 - BBstationの諸事情により。
- 2009年6月3日 - 諸事情により。
- 2009年6月24日 - BBstationの諸事情により。
- 2009年7月29日 - BBstationの諸事情により。
- 2009年8月19日
- 2009年9月30日
- 2010年1月6日
- 2010年2月3日
- 2010年2月17日
- 2010年4月28日
- 2010年6月16日 - 猫が別の仕事、ジョニーが新曲のプロモーションビデオ制作の為。
- 2010年6月30日
- 2010年12月22日・2010年12月29日・2011年1月5日 - パーソナリティ・出演者の年末の仕事が多忙により。
- 2011年3月9日